# Язик
Язи́к (лат. lingua) — орган живих істот, розміщений у ротовій порожнині. Допомагає пережовувати їжу, а також створювати гортанні звуки. Остання функція особливо яскраво виражена у людей, які мають розвинену мовну систему.

## Функції язика
Язик людини утворений поперечно-смугастою м'язовою тканиною і вкритий слизовою оболонкою. При скороченні м'язів його форма змінюється. Язик бере участь у процесі жування, чіткого мовлення, смакового сприйняття. Дуже важливою є роль язика при смоктанні молока матері немовлятами та грудними дітьми. Губи дитини захоплюють сосок, фіксуючи його; м'яке піднебіння, піднімаючись закриває зев, язик діє як поршень, відсуваючись назад, він створює негативний тиск разом зі щелепою, яка опускається до низу. Потім щелепа піднімається, а альвеолярні дуги стискають сосок, молоко ковтається. Тому язик немовляти і грудної дитини відносно великий, товстий, широкий і займає усю ротову порожнину, у той же час він малорухомий.
Слизова оболонка язика вкрита багатошаровим плоским епітелієм. На верхніх та бокових поверхнях язика розташовані сосочки. У людини чотири види сосочків: нитевидні, грибовидні, жолобоваті (такі, що оточені валом) та листовидні. У товщі епітелія грибовидних, жолобоватих та листовидних сосочків розташовуються смакові бруньки — комплекс спеціалізованих рецепторних смакових клітин, що утворюють орган смаку. Нитевидні сосочки містять рецептори дотику (тактильні рецептори).
Собаки за допомогою свого язика ще також здійснюють теплорегуляцію — коли їм жарко, вони висувають язик та активно дихають. Тому що у сильно зарослих хутром тварин це практично єдина частина тіла, яка може активно випаровувати вологу (у цьому випадку слину). Рідина, що випаровується забирає надлишки тепла з язика, а так як він насичений кровоносними судинами, то і з крові, а відповідно і з усього організму.
Коти, як і багато інших тварин, вмиваються язиком.